# Timésithée
Caius Furius Sabinus Aquila Timesitheus (en français Timésithée) fut un haut dignitaire équestre de l'Empire romain dans la première moitié du IIIe siècle.

## Carrière sous Héliogabale et Sévère Alexandre
Une inscription latine en son honneur retrouvée à Lyon, complétée par d'autres inscriptions retrouvées ailleurs dans l'empire, permet de reconstituer sa carrière. Il a dû naître sous Commode, peut-être en Orient (on ignore ses origines), dans une famille de l'ordre équestre. Peut-être avait-il fait de bonnes études rhétoriques et juridiques, puisque ses compétences dans ce domaine sont soulignées par l'Histoire Auguste (dans certaines versions de l'ouvrage, Timésithée est appelé Misitheus, ou Misithée, ce qui est sans doute une erreur de transcription). 
Sous Caracalla ou Héliogabale il commence sa carrière comme préfet de la Ire Cohorte Gallica, en Espagne. Il aurait dû poursuivre ce service militaire comme Tribunus angusticlavius dans une légion puis comme préfet d'une aile de cavalerie, mais il est ensuite directement nommé procurateur de la "caisse privée" pour les provinces de Gaule belgique et des deux Germanies. Plus tard, sans doute en 222, il est nommé à Bostra (aujourd'hui en Syrie) procurateur de la Province d'Arabie et vice-gouverneur. 
Il fut ensuite affecté à Rome sous Sévère Alexandre à des postes de gestion financière : procurateur dans la Ville, maître du Vingtième (c’est-à-dire directeur du service collectant l'impôt de 5 % sur les héritages et les affranchissements), et curateur des accessoires du Théâtre. Vers 232, il est nommé procurateur de Syrie-Palestine, au moment où l'empereur Sévère Alexandre entreprend une expédition contre l'empire perse Sassanide. Quand en 233 l'empereur se retire du Proche-Orient pour entreprendre une nouvelle guerre sur le Rhin, Timésithée est nommé « collecteur du reliquat de l’annone de l’Expédition Sacrée », chargé de rapatrier les contributions de guerre imposées aux cités d'Orient et inemployées. 
Il suivit ensuite l'armée impériale en Germanie, comme procurateur du patrimoine des provinces de Belgique et des deux Germanies, et vicaire du gouverneur de Germanie inférieure : ce dernier titre nous apprend qu'il remplaçait en fait le gouverneur de la province qui était normalement de rang sénatorial. Grâce au titre de vicaire du gouverneur, Timésithée, tout en restant dans l'ordre équestre, pouvait diriger les deux légions de la province. Par ce montage institutionnel : nommer un chevalier à un poste de procurateur dans une province puis lui conférer le titre de vicaire du gouverneur, l'empereur pouvait contourner les rigidités du cadre d'avancement ordinaire et placer certaines troupes ou certaines régions dans les mains d'hommes de confiance dans des moments critiques. Sous l'empereur Maximin le Thrace (235-238), il est nommé procurateur de la province de Bithynie-Pont-Paphlagonie (nord-ouest de l’Anatolie) ainsi que du patrimoine et de la « caisse privée », vicaire du procurateur du Quarantième (une autre taxe), également vicaire du gouverneur de la province. Ensuite, il fut nommé à Éphèse
procurateur de la province d’Asie, vicaire du procurateur du Vingtième et du Trentième (encore des taxes), et vicaire du proconsul d'Asie : Timésithée se trouvait alors dans le fauteuil du gouvernement sénatorial le plus prestigieux.

## Préfet du prétoire de Gordien III

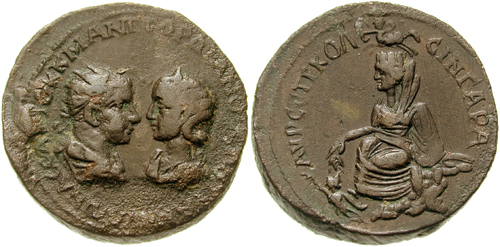
Monnaie de Singara (Sinjar, Irak) représentant l'Empereur Gordien III et son épouse Tranquilline, fille de Timésithée

On ne sait quelle fut son attitude lors de la crise de 238, mais c'est sous le jeune empereur Gordien III (238-244) que Timésithée atteint le sommet de sa carrière. Il est nommé préfet du prétoire, ce qui fait de lui en pratique le second personnage de l'Empire, et il marie sa propre fille Tranquilline à l'Empereur en personne. Préfet du prétoire et beau-père de l'Empereur, un jeune homme bien terne, Timésithée peut être considéré au début des années 240 comme le véritable homme fort de l'Empire Romain.
En 242, quand Gordien III part en campagne contre l'Empire perse sassanide de Shapur Ier, l'État-Major de l'armée romaine a deux préfets du prétoire : Timésithée, sans doute chargé des finances et de la logistique, et Caius Julius Priscus, sans doute chargé de commander la garde prétorienne sur le terrain. Timésithée semble avoir joué un rôle dirigeant dans la stratégie romaine en 243, puisque c'est lui que l'Histoire Auguste crédite des succès romains. 
Après une campagne en haute-Mésopotamie cette année-là (victoire de Rhesaina), les Romains se retirent dans leurs quartiers d'hiver (à Antioche ?) pour préparer l'offensive suivante du printemps 244. Mais Timésithée tombe malade et meurt pendant l'hiver en 243. Cependant, les causes de la mort ne sont pas connues avec certitude, à l'instar de la date de celle-ci. Pour l'historien Lucien Jerphagnon, Timésithée disparaît dans des conditions mal éclaircies. Les mois suivants, les romains subissent une défaite cuisante, notamment à Misiché. L'empereur Gordien III meurt de ses blessures peu après Timésithée. C'est ce qui semble avoir motivé les auteurs romains à effacer autant que possible, ou en tous cas, éviter autant que faire se peut de parler de cette défaite qui devient pour eux un douloureux souvenir. Aux termes de son testament, il lègue sa fortune à la Ville de Rome. Il est remplacé au pied levé à la préfecture du prétoire par Marcus Julius Philippus, le propre frère de l'autre préfet Priscus. Ce Philippus, futur empereur Philippe l'Arabe (244-249) a été accusé d'avoir empoisonné Timésithée, mais rien ne permet d'étayer ce genre d'accusation.

## Un grand commis de l'État
Timésithée fut surtout célébré pour ses talents de gestionnaire et de logisticien. 
« La politique de cet homme à la tête des affaires publiques fut si remarquable qu’aucune cité frontalière de quelque importance et capable d’entretenir l’armée du Peuple Romain et l’empereur ne vint jamais à manquer de vinaigre, de froment, de lard, d’orge et de paille ; les cités plus modestes disposèrent pour leur part, les unes d’un approvisionnement pour 30 jours, d’autres pour 40 jours ou deux mois, certaines au minimum pour 15 jours. ».
Pour mettre sur pied et projeter en Orient l'armée impériale à partir de 241, Timésithée a eu recours à l'émission massive de monnaies d'argent, ce qui a correspondu à une dévaluation de fait. La monnaie d'argent la plus courante, l'antoninien de 2 deniers, est en effet passée d'un poids moyen de 4,73 g en 238 à 4,00 g en 244. Mais la rigueur de sa gestion a fait qu'à sa mort les caisses de l'armée étaient pleines, permettant à Philippe l'Arabe en 244 de verser immédiatement 500 000 pièces d'or à Shapur Ier pour la rançon des prisonniers romains, et il en restait assez pour verser aux soldats leur prime d'avènement après la conclusion de la paix avec les Perses.

## Sources
- Histoire de la Rome Antique, Lucien Jerphagnon, éd. pluriel